# Tetrastes
A Tetrastes a madarak osztályának tyúkalakúak (Galliformes) rendjébe és a fácánfélék (Tetraonidae) családjába tartozó nem.

## Rendszerezés
A nembe az alábbi 2 faj tartozik:
- császármadár (Tetrastes bonasia vagy Bonasa bonasia)
- tibeti császármadár (Tetrastes sewerzowi vagy Bonasa sewerzowi)